# Vrtare male
Jama Vrtare male nalazi se u Dramlju kod Crikvenice, a duboka je oko 30 metara.
Godine 1996. crikvenički se speleolog i dokumentarni fotograf Dragan Pelić, spustio u jamu Vrtare male i na dnu u vodi zamijetio vrlo rijetku vrstu podzemnog dekapodnog račića; kozice, potpuno bijelog i bez očiju te je to tada bio jedini takav nalaz u Primorsko-goranskoj županiji. Iste godine se uz Pelića u jamu spustio Branko Jalžić te su zajednički utvrdili postojanje zanimljivih fosilnih ostataka (zubi, dijelovi kostiju i ostalo). Na temelju tih nalaza Jama Vrtare male definirana je kao Spomenik prirode i preliminarno je zaštićena.

## Prvi izvještaj o paleontološkim iskopavanjima u jami u 2007. godini
Paleontološka iskopavanja u jami Vrtare male vodio je Hrvatski prirodoslovni muzej iz Zagreba, trajala su deset dana od 22. rujna do 1. listopada 2007. godine, kao nastavak istraživanja jame u 2005. (Hrvatsko biospeleološko društvo) i 2006. (Zavod za paleontologiju i geologiju kvartara HAZU) godini. Iskopavanja su obavljena na tridesetak metara dubine na dnu jame u jugoistočnom kraku, neposredno iznad "Velikog jezera".
Iskopavanja u jami obavljali su:
- Branko Jalžić, instruktor speleologije
- Mr.sci. Kazimir Miculinić, geolog
- Vedran Jalžić, geološki tehničar
- Predrag Rade, speleolog
- Damir Lovretić, speleolog

Utvrđeno je da su svi dijelovi tretiranih sedimenata fosiliferni, da sadrže brojne skeletne ostatke pleistocenskih životinja. Iskopavanjem se utvrdilo da su kosti uklopljene u sedimentu uglavnom kaotično raspoređene, sedimentacijom razdrobljene, na pojedinim mjestima obljepljene manganskom prevlakom, a mjestimično sigastom okorinom.
Izvađene kosti očišćene su vodom i u vlažnom stanju, s točnim oznakama mjesta nalaza, dopremljene u Hrvatski prirodoslovni muzej na obradu, gdje su postupno kroz 20 dana sušene u prostorima s temperaturom od 22 °C i relativnom vlagom od 63-65%. Nakon relativnog sušenja, dio kostiju je dodatno isprepariran, ljepljenjem rekonstruiran i konzerviran te primjereno deponiran.
Među njima su za sada identificirane kosti sljedećih životinja:
- Špiljski lavovi (Panthera spelaea); dvije, skoro cjelovite lubanje sa zubima, više desetaka kostiju šapa, pojedinačne kosti prednjih ekstremiteta, pojedinačni kralješci i dijelovi rebara
- vuk (Canis (?) sp.); dvije donje čeljusti sa zubima, pojedinačni zubi
- medvjedi (Ursus sp.); zubi, dijelovi čeljusti, kralješci i kosti ekstremiteta
- bovidi goveda (Bison ili Bos); pojedinačne kosti ekstremiteta i kralješci
- cervidi (jeleni); pojedinačne kosti ekstremiteta
- ptice (gen et sp. indet.); pojedinačne kosti
- mali sisavci (gen. et. sp. indet.); pojedinačne kosti
- nosorog; dio noge
- konj; tri zuba

## Preventivna zaštita
Jama je dio Nacionalne ekološke mreže - ubilježena je pod šifrom HR3000257. Prostorna granica preventivno zaštićenog područja obuhvaća ulaz u jamu Vrtare male i područje u promjeru od 10 metara od navedenog ulaza na k.č. br. 2684 i 2685, K.O. Dramalj. Za vrijeme preventivne zaštite, koja traje najviše tri godine, na zaštićeno područje primjenjuju se odredbe Zakona o zaštiti prirode i drugi propisi koji se odnose na zaštićene prirodne vrijednosti i zaštićeno nalazište.

## Zahtjevnost istraživanja
Vrtare male su iznimno zahtjevno nalazište gdje je nužna primjena speleološke opreme i tehnike. Skučenost i ograničenost prostora, u kojem ne može istovremeno biti veći broj ljudi, opasnost od odrona te potrebna vještina ronjenja u ektremnim uvjetima u potopljenom dijelu jame, bitno su ograničavajući činbenik stručnjacima u istraživanju.

## Vanjske poveznice
|  | Zajednički poslužitelj ima još gradiva o temi Fosili iz Jame Vrtare male |

- Galerija  Arhivirana inačica izvorne stranice od 9. svibnja 2008. (Wayback Machine) (hrvatski)
- Vjesnik[neaktivna poveznica] (PDF)